# Quercus multinervis
Quercus multinervis — вид рослин з родини букових (Fagaceae), поширений у Китаї.

## Опис
Дерево вічнозелене, 12 метрів заввишки; крона округла. Листки від довгасто-еліптичних до еліптично-ланцетних, 7.5–15.5 × 2.5–5.5 см; верхівка від гострої до загостреної; основа клиноподібна або майже округла; край на верхівкових 1/2 пилчастий; верх глянцево-зелений, без волосся; низ сіро-зелений, з простими волосками, потім голий; ніжка листка гола, 10–27 мм. Жолуді парні або до 6 на короткому плодоносі, у довжину 18 мм, у шир 10 мм; чашечка у довжину 8 мм, у шир 10–15 мм, з 6–7 концентричними кільцями; дозрівають на другий рік.

## Середовище проживання
Поширення: Китай (Аньхой, Фуцзянь, Гуансі, Хубей, Хунань, Цзянсі, Шеньсі, Сичуань). Росте на висотах від 1000 до 2000 метрів.